# Europejskie Igrzyska Halowe w Lekkoatletyce 1968 – bieg na 50 m kobiet
Bieg na 50 metrów kobiet – jedna z konkurencji biegowych rozgrywanych podczas lekkoatletycznych europejskich igrzysk halowych w hali Palacio de Deportes w Madrycie. Eliminacje i bieg finałowy zostały rozegrane 10 marca 1968. Zwyciężyła reprezentantka Francji Sylviane Telliez. Tytułu z poprzednich igrzysk nie broniła Margit Nemesházi z Węgier.

## Rezultaty

### Eliminacje
Rozegrano 2 biegi eliminacyjne, do których przystąpiło 12 biegaczek. Awans do finału dawało zajęcie jednego z pierwszych trzech miejsc w swoim biegu (Q).
Opracowano na podstawie materiału źródłowego.
Bieg 1
| Miejsce | Zawodniczka       | Czas | Uwagi |
| ------- | ----------------- | ---- | ----- |
| 1       | Sylviane Telliez  | 6,32 | Q     |
| 2       | Hannelore Trabert | 6,34 | Q     |
| 3       | Galina Mitrochina | 6,44 | Q     |
| 4       | Ingrid Tiedtke    | 6,49 |       |
| 5       | Marijana Lubej    | 6,57 |       |
| 6       | Eva Putnová       | 6,63 |       |

Bieg 2
| Miejsce | Zawodniczka           | Czas | Uwagi |
| ------- | --------------------- | ---- | ----- |
| 1       | Erika Rost            | 6,44 | Q     |
| 2       | Renate Heldt          | 6,45 | Q     |
| 3       | Galina Bucharina      | 6,51 | Q     |
| 4       | Ulla-Britt Wieslander | 6,52 |       |
| 5       | Berit Berthelsen      | 6,53 |       |
| 6       | María Luisa Orobia    | 6,69 |       |

### Finał
Opracowano na podstawie materiału źródłowego.
| Miejsce | Zawodniczka       | Czas | Uwagi |
| ------- | ----------------- | ---- | ----- |
| 1       | Sylviane Telliez  | 6,24 | WR    |
| 2       | Erika Rost        | 6,38 |       |
| 3       | Hannelore Trabert | 6,41 |       |
| 4       | Galina Mitrochina | 6,45 |       |
| 5       | Galina Bucharina  | 6,45 |       |
| 6       | Renate Heldt      | 6,48 |       |